# توني توماس (منتج أفلام)
توني توماس (بالإنجليزية: Tony Thomas)‏ هو منتج أفلام أمريكي، ولد في 7 ديسمبر 1948 في لوس أنجلوس في الولايات المتحدة.

## وصلات خارجية
- توني توماس على موقع IMDb (الإنجليزية)
- توني توماس على موقع قاعدة بيانات الفيلم (الإنجليزية)